# Francisco Romero Marín
Francisco Romero Marín (Nerva, 23 de març de 1915 – Madrid, 16 de març de 1998) va ser un polític i militar espanyol, d'ideologia comunista. Durant la Guerra civil va ser oficial de l'Exèrcit republicà, arribant a manar diverses unitats. Membre del Partit Comunista d'Espanya (PCE), durant la dictadura de Franco va ser un destacat dirigent antifranquista.

## Biografia
Nascut a Nerva en 1915, en la seva joventut va ser treballador agrícola i miner a Río Negro. Membre de la UGT, va ser militant del PSOE fins a 1935. A l'any següent va ingressar en el Partit Comunista d'Espanya (PCE).
Després de l'esclat de la Guerra civil es va unir a les forces republicanes i marxaria a Madrid. Al llarg de la contesa va anar ascendint en l'escalafó militar i va manar diverses unitats militars, com la 68a Brigada Mixta. En el moment de la batalla de Catalunya manava la 30a Divisió de l'Exèrcit Republicà. Al començament de 1939 va aconseguir el grau de Tinent coronel. Després de la caiguda de Catalunya, va haver de travessar la frontera francesa al costat de la resta de l'Exèrcit republicà, encara que poc després tornaria a la zona central al costat del general Hidalgo de Cisneros i altres comandaments republicans.
Al final de la contesa es va exiliar a l'Algèria francesa, i posteriorment a la Unió Soviètica. Igual que altres antics oficials republicans, Romero Martín va assistir a l'Acadèmia Militar Frunze on va rebre formació com a oficial, aconseguint el rang de coronel en l'Exèrcit soviètic, i posteriorment seria professor de la citada acadèmia. Acabada la Guerra Mundial acudeix a França, on dirigeix un Servei d'Informació Especial, dependent del Secretariat del PCE. Des de 1954 va ser membre del Comitè Central del PCE. Considerat un membre de la línia dura, alguns l'han assenyalat com un cap militar del PCE.
Posteriorment es va introduir a l'Espanya franquista per a l'organització del PCE en la clandestinitat, on el seu nom de guerra era «El Tanque». Amb això, es va convertir en el màxim dirigent del PCE que operava a l'interior d'Espanya. Va estar a Espanya gairebé 15 anys en la clandestinitat, tot un rècord entre els seus camarades, burlant a la policia política de la dictadura fins que va ser detingut a l'abril de 1974. Després de 27 mesos de presó, al juliol de 1976 va quedar en llibertat com a resultat d'una amnistia decretada pel govern Suárez. A les eleccions generals de 1977 va ser el número u en la llista electoral del PCE per Huelva, però no va resultar escollit.
En el XII Congrés del PCE, celebrat a Madrid al febrer de 1988 va ser nomenat membre d'honor del Comitè Central.